# 乾统
乾统（1101年二月—1110年）或作乾通，是辽朝君主辽天祚帝耶律延禧的年號，共計10年。

## 改元
- 壽昌七年（1101年）——正月十三日，遼道宗去世，耶律延禧即位。二月一日，改元乾統。[2][3]
- 乾統十年（1110年）——十二月十五日，明年改元天慶。[4]

## 纪年對照表
| 乾统 | 元年   | 二年   | 三年   | 四年   | 五年   | 六年   | 七年   | 八年   | 九年   | 十年   |
| ---- | ------ | ------ | ------ | ------ | ------ | ------ | ------ | ------ | ------ | ------ |
| 公元 | 1101年 | 1102年 | 1103年 | 1104年 | 1105年 | 1106年 | 1107年 | 1108年 | 1109年 | 1110年 |
| 干支 | 辛巳   | 壬午   | 癸未   | 甲申   | 乙酉   | 丙戌   | 丁亥   | 戊子   | 己丑   | 庚寅   |

## 同期存在的其他政权年号
- 中國
  - 建中靖國（1101年）：北宋—宋徽宗趙佶之年號
  - 崇寧（1102年－1106年）：北宋—宋徽宗趙佶之年號
  - 大觀（1107年－1110年）：北宋—宋徽宗趙佶之年號
  - 隆興：北宋時期—趙諗之年號
  - 貞觀（1101年－1113年）：西夏—夏崇宗李乾順之年號
  - 明开（1097年－1102年）：大理—段正淳之年號
  - 天政（1103年－1104年）：大理—段正淳之年號
  - 文安（1105年－1108年）：大理—段正淳之年號
  - 日新（1108年－1109年）：大理—段正嚴之年號
  - 文治（1110年－1121年）：大理—段正嚴之年號
- 越南
  - 龍符元化（1101年－1109年）：李朝—李乾德之年號
  - 會祥大慶（1110年－1119年）：李朝—李乾德之年號
- 日本
  - 康和（1099年－1104年）：堀河天皇之年号
  - 長治（1104年－1106年）：堀河天皇之年号
  - 嘉承（1106年－1108年）：堀河天皇與鳥羽天皇之年号
  - 天仁（1108年－1110年）：鳥羽天皇之年号
  - 天永（1110年－1113年）：鳥羽天皇之年号

## 深入閱讀
- 李崇智. . 北京: 中華書局. 2004年12月. ISBN 7101025129.
- 鄧洪波. . 臺北: 國立臺灣大學東亞經典與文化研究計劃. 2005年3月  [2021-11-27]. ISBN 9789860005189. （原始内容 (pdf)存档于2007-08-25）. （页面存档备份，存于）

| 前一年號： 寿昌 | 辽朝年号 | 下一年號： 天庆 |